# 青森県の廃止市町村一覧
青森県の廃止市町村一覧（あおもりけんのはいししちょうそんいちらん）は、青森県における市制・町村制施行（1889年4月1日）後に、市町村合併や他の自治体に統合されることなどにより廃止された市町村の一覧である。単なる名称の変更は対象としない。
- 町村が「町制」・「市制」を施行し町・市となるケース
  - 「市町村」以外の表記名を変更しなかった自治体は一覧に含まれない。（例：三本木市 → 十和田市）
  - 町制・市制を施行した際に名称を変更した場合も一覧に含まれない。（例：大三沢町 → 三沢市）
- 市町村が名称変更した場合は一覧に含まれない。
- 所属郡が変更になった場合は一覧に含まれない。
- 市町村合併で廃止した市町村のケース
  - 編入合併した場合の、存続市町村は廃止に当たらないので一覧に含まれない。
  - 編入合併した場合の、廃止した市町村は一覧に含まれる。
  - 新設合併した場合の、廃止した市町村は一覧に含まれる。
  - 新設合併した場合の、名称が残った市町村も一覧に含まれる。（例：旧・青森市 → 新・青森市）
- 分割や分立をしたケース
  - 分割で廃止した市町村は一覧に含まれる。
  - 分立で存続した市町村は一覧に含まれない。（例：竹館村の一部 → 町居村）

| 年            | 市の数 | 町の数 | 村の数 | 市町村数 |
| ------------- | ------ | ------ | ------ | -------- |
| 1873年1月1日  | 0      | 7      | 2,375  | 2,382    |
| 1889年4月1日  | 1      | 5      | 165    | 171      |
| 1953年10月1日 | 3      | 33     | 127    | 163      |
| 1962年10月1日 | 8      | 31     | 28     | 67       |
| 2000年1月1日  | 8      | 34     | 25     | 67       |
| 2006年3月1日  | 10     | 22     | 8      | 40       |

## 1899年以前
- 東津軽郡浦町村 （1897年10月1日）東津軽郡青森町に編入のため

## 1900年～1909年
- 三戸郡（旧）八戸町 （1901年7月1日）三戸郡八戸町新設のため
- 三戸郡長者村 （1901年7月1日）三戸郡八戸町新設のため

## 1910年～1919年
この10年間に県内に廃止市町村なし

## 1920年～1929年
- 三戸郡八戸町 （1929年5月1日）八戸市新設のため
- 三戸郡小中野町 （1929年5月1日）八戸市新設のため
- 三戸郡湊町 （1929年5月1日）八戸市新設のため
- 三戸郡鮫村 （1929年5月1日）八戸市新設のため

## 1930年～1939年
- 南津軽郡尾上村 （1937年4月1日）南津軽郡尾上町新設のため
- 南津軽郡金田村 （1937年4月1日）南津軽郡尾上町新設のため
- 東津軽郡油川町 （1939年6月1日）青森市に編入のため

## 1940年～1949年
- 三戸郡下長苗代村 （1942年4月1日）八戸市に編入のため
- 上北郡三沢村 （1948年2月11日）上北郡大三沢町新設のため

## 1950年～1959年
- 東津軽郡滝内村 （1951年4月1日）青森市に編入のため
- 東津軽郡大野村 （1954年5月3日）青森市に編入のため
- 南津軽郡（旧）常盤村 （1954年5月3日）南津軽郡常盤村新設のため
- 南津軽郡富木舘村 （1954年5月3日）南津軽郡常盤村新設のため
- 南津軽郡黒石町 （1954年7月1日）黒石市新設のため
- 南津軽郡六郷村 （1954年7月1日）黒石市新設のため
- 南津軽郡中郷村 （1954年7月1日）黒石市新設のため
- 南津軽郡山形村 （1954年7月1日）黒石市新設のため
- 南津軽郡浅瀬石村 （1954年7月1日）黒石市新設のため
- 南津軽郡（旧）大鰐町 （1954年7月1日）南津軽郡大鰐町新設のため
- 南津軽郡蔵舘町 （1954年7月1日）南津軽郡大鰐町新設のため
- 北津軽郡五所川原町 （1954年10月1日）五所川原市新設のため
- 北津軽郡栄村 （1954年10月1日）五所川原市新設のため
- 北津軽郡中川村 （1954年10月1日）五所川原市新設のため
- 北津軽郡三好村 （1954年10月1日）五所川原市新設のため
- 北津軽郡長橋村 （1954年10月1日）五所川原市新設のため
- 北津軽郡松島村 （1954年10月1日）五所川原市新設のため
- 北津軽郡飯詰村 （1954年10月1日）五所川原市新設のため
- 三戸郡是川村 （1954年12月1日）八戸市に編入のため
- 南津軽郡（旧）浪岡町 （1954年12月15日）南津軽郡浪岡町新設のため
- 南津軽郡女鹿沢村 （1954年12月15日）南津軽郡浪岡町新設のため
- 南津軽郡野沢村 （1954年12月15日）南津軽郡浪岡町新設のため
- 南津軽郡大杉村 （1954年12月15日）南津軽郡浪岡町新設のため
- 南津軽郡五郷村 （1954年12月15日）南津軽郡浪岡町新設のため
- 東津軽郡筒井町 （1955年1月1日）青森市に編入のため
- 東津軽郡横内村 （1955年1月1日）青森市に編入のため
- 東津軽郡東岳村 （1955年1月1日）青森市に編入のため
- 東津軽郡高田村 （1955年1月1日）青森市に編入のため
- 南津軽郡（旧）尾上町 （1955年1月1日）南津軽郡尾上町新設のため
- 南津軽郡猿賀村 （1955年1月1日）南津軽郡尾上町新設のため
- 東津軽郡荒川村 （1955年1月15日）青森市に編入のため
- 東津軽郡浜舘村 （1955年1月15日）青森市に編入のため
- 南津軽郡（旧）藤崎町 （1955年2月1日）南津軽郡藤崎町新設のため
- 南津軽郡十二里村 （1955年2月1日）南津軽郡藤崎町新設のため
- 上北郡三本木町 （1955年2月1日）三本木市新設のため
- 上北郡大深内村 （1955年2月1日）三本木市新設のため
- 上北郡藤坂村 （1955年2月1日）三本木市新設のため
- 東津軽郡新城村 （1955年3月1日）青森市に編入のため
- 東津軽郡奥内村 （1955年3月1日）青森市に編入のため
- 東津軽郡原別村 （1955年3月1日）青森市に編入のため
- 中津軽郡清水村 （1955年3月1日）弘前市に編入のため
- 中津軽郡和徳村 （1955年3月1日）弘前市に編入のため
- 中津軽郡豊田村 （1955年3月1日）弘前市に編入のため
- 中津軽郡堀越村 （1955年3月1日）弘前市に編入のため
- 中津軽郡千年村 （1955年3月1日）弘前市に編入のため
- 中津軽郡東目屋村 （1955年3月1日）弘前市に編入のため
- 中津軽郡藤代村 （1955年3月1日）弘前市に編入のため
- 中津軽郡新和村 （1955年3月1日）弘前市に編入のため
- 中津軽郡船沢村 （1955年3月1日）弘前市に編入のため
- 中津軽郡高杉村 （1955年3月1日）弘前市に編入のため
- 中津軽郡裾野村 （1955年3月1日）弘前市に編入のため
- 上北郡四和村 （1955年3月1日）三本木市に編入のため
- 北津軽郡（旧）鶴田町 （1955年3月1日）北津軽郡鶴田町新設のため
- 北津軽郡梅沢村 （1955年3月1日）北津軽郡鶴田町新設のため
- 北津軽郡六郷村 （1955年3月1日）北津軽郡鶴田町新設のため
- 西津軽郡水元村 （1955年3月1日）北津軽郡鶴田町新設のため
- 三戸郡（旧）田子町 （1955年3月1日）三戸郡田子町新設のため
- 三戸郡上郷村 （1955年3月1日）三戸郡田子町新設のため
- 北津軽郡（旧）中里町 （1955年3月1日）北津軽郡中里町新設のため
- 北津軽郡武田村 （1955年3月1日）北津軽郡中里町新設のため
- 北津軽郡内潟村 （1955年3月1日）北津軽郡中里町新設のため
- 北津軽郡（旧）金木町 （1955年3月1日）北津軽郡金木町新設のため
- 北津軽郡嘉瀬村 （1955年3月1日）分割し、北津軽郡金木町新設、五所川原市に編入のため
- 北津軽郡喜良市村 （1955年3月1日）北津軽郡金木町新設のため
- 南津軽郡柏木町 （1955年3月1日）南津軽郡平賀町新設のため
- 南津軽郡大光寺町 （1955年3月1日）南津軽郡平賀町新設のため
- 南津軽郡竹館村 （1955年3月1日）南津軽郡平賀町新設のため
- 南津軽郡町居村 （1955年3月1日）南津軽郡平賀町新設のため
- 南津軽郡尾崎村 （1955年3月1日）南津軽郡平賀町新設のため
- 中津軽郡（旧）岩木村 （1955年3月1日）中津軽郡岩木村新設のため
- 中津軽郡駒越村 （1955年3月1日）中津軽郡岩木村新設のため
- 中津軽郡大浦村 （1955年3月1日）中津軽郡岩木村新設のため
- 北津軽郡（旧）板柳町 （1955年3月10日）北津軽郡板柳町新設のため
- 北津軽郡小阿弥村 （1955年3月10日）北津軽郡板柳町新設のため
- 北津軽郡沿川村 （1955年3月10日）北津軽郡板柳町新設のため
- 南津軽郡畑岡村 （1955年3月10日）北津軽郡板柳町新設のため
- 三戸郡（旧）三戸町 （1955年3月20日）三戸郡三戸町新設のため
- 三戸郡留崎村 （1955年3月20日）三戸郡三戸町新設のため
- 三戸郡斗川村 （1955年3月20日）三戸郡三戸町新設のため
- 三戸郡猿辺村 （1955年3月20日）三戸郡三戸町新設のため
- 西津軽郡（旧）木造町 （1955年3月30日）西津軽郡木造町新設のため
- 西津軽郡越水村 （1955年3月30日）西津軽郡木造町新設のため
- 西津軽郡柴田村 （1955年3月30日）西津軽郡木造町新設のため
- 西津軽郡川除村 （1955年3月30日）西津軽郡木造町新設のため
- 西津軽郡出精村 （1955年3月30日）西津軽郡木造町新設のため
- 西津軽郡舘岡村 （1955年3月30日）西津軽郡木造町新設のため
- 東津軽郡小湊町 （1955年3月31日）東津軽郡平内町新設のため
- 東津軽郡東平内村 （1955年3月31日）東津軽郡平内町新設のため
- 東津軽郡西平内村 （1955年3月31日）東津軽郡平内町新設のため
- 東津軽郡今別村 （1955年3月31日）東津軽郡今別町新設のため
- 東津軽郡一本木村 （1955年3月31日）東津軽郡今別町新設のため
- 北津軽郡相内村 （1955年3月31日）北津軽郡市浦村新設のため
- 北津軽郡脇元村 （1955年3月31日）北津軽郡市浦村新設のため
- 西津軽郡十三村 （1955年3月31日）北津軽郡市浦村新設のため
- 西津軽郡（旧）鯵ヶ沢町 （1955年3月31日）西津軽郡鰺ヶ沢町新設のため
- 西津軽郡赤石村 （1955年3月31日）西津軽郡鯵ヶ沢町新設のため
- 西津軽郡中村 （1955年3月31日）西津軽郡鯵ヶ沢町新設のため
- 西津軽郡舞戸村 （1955年3月31日）西津軽郡鯵ヶ沢町新設のため
- 西津軽郡鳴沢村 （1955年3月31日）西津軽郡鯵ヶ沢町新設のため
- 三戸郡館村 （1955年4月1日）八戸市に編入のため
- 三戸郡上長苗代村 （1955年4月1日）八戸市に編入のため
- 三戸郡市川村 （1955年4月1日）八戸市に編入のため
- 南津軽郡（旧）田舎館村 （1955年4月1日）南津軽郡田舎館村新設のため
- 南津軽郡光田寺村 （1955年4月1日）南津軽郡田舎館村新設のため
- 三戸郡地引村 （1955年4月1日）三戸郡福地村新設のため
- 三戸郡田部村 （1955年4月1日）三戸郡福地村新設のため
- 三戸郡向村 （1955年4月20日）三戸郡南部村新設のため
- 三戸郡平良崎村 （1955年4月20日）三戸郡南部村新設のため
- 三戸郡（旧）五戸町 （1955年7月1日）三戸郡五戸町新設のため
- 三戸郡川内村 （1955年7月1日）三戸郡五戸町新設のため
- 三戸郡浅田村 （1955年7月1日）三戸郡五戸町新設のため
- 西津軽郡（旧）深浦町 （1955年7月29日）西津軽郡深浦町新設のため
- 西津軽郡大戸瀬村 （1955年7月29日）西津軽郡深浦町新設のため
- 三戸郡戸来村 （1955年7月29日）三戸郡新郷村新設のため
- 三戸郡野沢村 （1955年7月29日）分割し、三戸郡五戸町に編入・新郷村新設のため
- 三戸郡名久井村 （1955年7月29日）三戸郡名川町新設のため
- 三戸郡北川村 （1955年7月29日）三戸郡名川町新設のため
- 三戸郡豊崎村 （1955年10月20日）八戸市に編入のため
- 東津軽郡後潟村 （1956年9月1日）青森市に編入のため
- 西津軽郡久六島 （1956年9月20日）西津軽郡深浦町に編入のため
- 北津軽郡七和村 （1956年9月30日）分割し、五所川原市・南津軽郡浪岡町に編入のため
- 三戸郡中沢村 （1957年3月31日）三戸郡南郷村新設のため
- 三戸郡島守村 （1957年3月31日）三戸郡南郷村新設のため
- 南津軽郡石川町 （1957年9月1日）弘前市に編入のため
- 三戸郡大館村 （1958年9月10日）八戸市に編入のため
- 下北郡田名部町 （1959年9月1日）大湊田名部市新設のため
- 下北郡大湊町 （1959年9月1日）大湊田名部市新設のため

## 1960年～1969年
- 東津軽郡野内村 （1962年10月1日）青森市に編入のため

## 1970年～1999年
この30年間に県内に廃止市町村なし

## 2000年～
- 三戸郡倉石村 （2004年7月1日）三戸郡五戸町に編入のため
- 旧・十和田市 （2005年1月1日）十和田市新設のため
- 上北郡十和田湖町 （2005年1月1日）十和田市新設のため
- 西津軽郡木造町 （2005年2月11日）つがる市新設のため
- 西津軽郡森田村 （2005年2月11日）つがる市新設のため
- 西津軽郡柏村 （2005年2月11日）つがる市新設のため
- 西津軽郡稲垣村 （2005年2月11日）つがる市新設のため
- 西津軽郡車力村 （2005年2月11日）つがる市新設のため
- 下北郡川内町 （2005年3月14日）むつ市に編入のため
- 下北郡大畑町 （2005年3月14日）むつ市に編入のため
- 下北郡脇野沢村 （2005年3月14日）むつ市に編入のため
- 旧・五所川原市 （2005年3月28日）五所川原市新設のため
- 北津軽郡金木町 （2005年3月28日）五所川原市新設のため
- 北津軽郡市浦村 （2005年3月28日）五所川原市新設のため
- 東津軽郡蟹田町 （2005年3月28日）東津軽郡外ヶ浜町新設のため
- 東津軽郡平舘村 （2005年3月28日）東津軽郡外ヶ浜町新設のため
- 東津軽郡三厩村 （2005年3月28日）東津軽郡外ヶ浜町新設のため
- 南津軽郡（旧）藤崎町 （2005年3月28日）南津軽郡藤崎町新設のため
- 南津軽郡常盤村 （2005年3月28日）南津軽郡藤崎町新設のため
- 北津軽郡中里町 （2005年3月28日）北津軽郡中泊町新設のため
- 北津軽郡小泊村 （2005年3月28日）北津軽郡中泊町新設のため
- 三戸郡南郷村 （2005年3月31日）八戸市に編入のため
- 西津軽郡（旧）深浦町 （2005年3月31日）西津軽郡深浦町新設のため
- 西津軽郡岩崎村 （2005年3月31日）西津軽郡深浦町新設のため
- 上北郡（旧）七戸町 （2005年3月31日）上北郡七戸町新設のため
- 上北郡天間林村 （2005年3月31日）上北郡七戸町新設のため
- 上北郡（旧）東北町 （2005年3月31日）上北郡東北町新設のため
- 上北郡上北町 （2005年3月31日）上北郡東北町新設のため
- 旧・青森市 （2005年4月1日）青森市新設のため
- 南津軽郡浪岡町 （2005年4月1日）青森市新設のため
- 南津軽郡尾上町 （2006年1月1日）平川市新設のため
- 南津軽郡平賀町 （2006年1月1日）平川市新設のため
- 南津軽郡碇ヶ関村 （2006年1月1日）平川市新設のため
- 三戸郡（旧）南部町 （2006年1月1日）三戸郡南部町新設のため
- 三戸郡名川町 （2006年1月1日）三戸郡南部町新設のため
- 三戸郡福地村 （2006年1月1日）三戸郡南部町新設のため
- 旧・弘前市 （2006年2月27日）弘前市新設のため
- 中津軽郡岩木町 （2006年2月27日）弘前市新設のため
- 中津軽郡相馬村 （2006年2月27日）弘前市新設のため
- 上北郡百石町 （2006年3月1日）上北郡おいらせ町新設のため
- 上北郡下田町 （2006年3月1日）上北郡おいらせ町新設のため